# ベーラ1世 (ハンガリー王)
ベーラ1世（I. Béla, 1016年 - 1063年9月11日）は、ハンガリー王（在位：1060年 - 1063年）。アンドラーシュ1世の同母弟。 

## 概要
兄・アンドラーシュ1世が幼少の息子シャラモンに王位を与えたことに激怒して反乱を起こし、兄を追放して即位。新貨幣の流通や、日曜市を土曜に移したり、王権強化の諸施策を実行した。
シャラモンを王に返り咲かせようとするオーストリアの侵攻を受ける中、ドメスの邸宅で座っていた玉座が壊れて落下、重傷を負う。半死半生の状態で西の国境付近に連れていかれ、1063年9月11日に死去。

## 子女
1039年から1043年頃、ポーランド王ミェシュコ2世の長女リグザと結婚、8子をもうけた。
- ゲーザ1世（1044年 - 1077年）
- ラースロー1世（1048年 - 1095年）
- ランペルト（1050年 - 1095年）
- ソフィーア（1095年没） - イストリア辺境伯ウルリヒ1世妃、のちザクセン公マグヌス妃
- エウフェーミア（1111年没） - オロモウツ公オタ1世（ボヘミア公ブジェチスラフ1世の子）妃
- マーリア
- イロナ（1095年没） - クロアチア王ドミタル・ズヴォニミル妃
- 名前不詳の娘